# 寒川入道筆記
『寒川入道筆記』（さむかわにゅうどうひっき）は、江戸時代初期の1613年（慶長18年）に書かれた随筆。著者は定かではないが、松永貞徳ではないかと言われている。

## 内容
和歌や俳諧に関する見聞録、笑い話、巻末には「譴詰之事」（本によっては「謎詰之事」）と題して当時のなぞなぞが109題載せられており、俳諧のネタをためておくための作者のメモとしての意味が強い。笑い話は、教養のない「うつけもの」の滑稽な受け答えを題材とするものが多い。
なぞなぞとしては「親の教訓、叶わず」として、答えを「子持ち犬」（子が用いない）とするなど洒落が利いているものが含まれる。先行する他の著作に含まれるなぞなぞも複数あり、すべてのなぞなぞを著者が創作したというわけではない。

## 著者
寒川入道という人物は伝えられておらず不明である。「寒川」を「さむかわ」と読む確証もなく、そもそもこの題が著者によって付けられたものかどうかも明らかでないが、松永貞徳の著であるとして伝えられてきたようである。
『続群書類従』では、『貞徳翁之記』と同じ巻に寒川入道筆記が収録されており、宮内庁書陵部の蔵書では『貞徳翁之記』と合綴されている。
鈴木棠三はさらに、同書の内容から著者は細川幽斎・里村紹巴等の連歌作者と近い関係にあり、幽斎に師事していたことも伺われるとして、松永貞徳説を支持している。

## 成立年代
本文中に「寛弘元年より慶長十八年まで七百年なり」との記述があるなど、過去の年数を数えるときに慶長18年を現在としていることから、同年成立ということには異論がない。

## 研究
『寒川入道筆記』は、笑話本の発生を考える上で注目されている。
鈴木棠三は現代のなぞなぞにつながるなぞの研究において、さまざまな観点から同書について言及しており、僧院風の『見聞雑記』、『月庵酔醒記』、宮廷風の上品な『後奈良院何曾』に対して、『寒川入道筆記』に収録されているなぞは連歌師風で、洒落を中心として、笑を志向した発展が見られるとしている。
三原裕子は『江戸時代前期の噺本に現れた「ござる」』の中で「いわゆる前期噺本といわれるものの中から代表的な作品12種」の1つとして同書を取り上げており、この時点では「ござる」の用例はなく、「ござある」と「ござ候」だけが使用されていると指摘している。